# 偷拐抢骗
是一部2000年英国犯罪喜劇片，由导演佳·烈治執導，群戲演出。劇情以倫敦犯罪黑社會為背景，並將兩條故事線交織在一塊：一條關於尋找失竊的鑽石，另一條描述一對拳擊事業合作者遭惡霸威脅，以在拳賽中耍詐，否則他們將遭殘酷的對待。《偷拐搶騙》與烈治的前部電影《兩根槍管》相似，以動感十足的導演方向、明快的節奏和剪輯風格、錯綜複雜的多線敘事而聞名；且兩部電影共享數名相同的演員，包括雲尼·鍾斯、傑森·史塔森、傑森·弗萊明和亞倫·福德。
《偷拐搶騙》2000年8月23日在英國上映，佳評如潮，票房成功。

## 劇情
「艾維表親」的手下「四指老法」在安特卫普抢到了一堆钻石。他计划把较小的钻石在伦敦就近卖掉，然后把一颗巨型钻石带回纽约交给艾維，然而爱好赌博的老法被俄國黑道「刀疤老布」哄骗去参加一场地下拳击赛。其实这场拳赛是老布精心安排的，他的真正目的是打算把老法抢劫一空，老布自己不方便出面便雇佣了三个强盗阿索、蚊子和泰隆，三个愚蠢的强盗闹了许多笑话之后终于抓到了老法和钻石，但後來又被老布搶走。后来三个强盗被地下拳击场老板「紅髮阿托」抓住，从他们那里阿托得知了钻石的消息，于是让这三个人再把钻石抢来。在得知老法去赌博之后，艾维带上自己的保镖，飞到伦敦追查钻石的下落。艾维又雇佣了伦敦当地的流氓「鋼彈牙東尼」，最后终于从老布那弄来了钻石，然而三个小偷却又把钻石抢走了，而他们养的一只狗把钻石吞了下去。艾维不小心射殺了東尼，于是赶快逃回了纽约。
地下拳賽經紀人土耳其让朋友湯米去吉普赛人那里买车，结果不但车没买到连拳击手「炫ㄎㄚ喬治」都被吉普赛人米奇打到住院，阿托把吉普赛人的野营车烧掉杀了米奇的母亲逼迫他打第二場拳赛。按照賭約米奇应该在第四回合故意倒下，结果他不仅赢得了比赛，还安排人杀掉了阿托布置在露营车周围的人马，并且杀死了阿托报了杀母之仇。负责组织这场比赛的土耳其来到吉普赛人的营地看见了一地尸体，正好遇上了警察询问，他们抱起一只小狗谎称自己是在附近遛狗，而这只狗正是之前吞下钻石的那只狗。因为它之前吞下了一个玩具，土耳其带它去医院檢查，意外发现了狗肚子里的钻石。最後，土耳其將鑽石給「狗頭老大」鑑定，狗頭老大說艾維表親會有興趣。

## 演员
- 傑森·史塔森飾演土耳其（Turkish）
- 史提芬·格拉漢姆飾演湯米（Tommy）
- 布拉德·皮特飾演米奇·歐尼爾（Mickey O'Neil）
- 亞倫·福德（英语：Alan Ford (actor)）飾演「紅髮阿托」普福德（"Brick Top" Pulford）
- 羅比·吉（英语：Robbie Gee）飾演蚊子（Vinny）
- 藍尼·詹姆士飾演阿索（Sol）
- 阿德（英语：Ade (actor)）飾演泰隆（Tyrone）
- 丹尼斯·法瑞那（英语：Dennis Farina）飾演艾維表親（Cousin Avi）
- 瑞德·薛比吉亞（英语：Rade Šerbedžija）飾演布里斯·「刀疤」·尤里諾夫（Boris "The Blade" Yurinov）
- 雲尼·鍾斯飾演鋼彈牙東尼（Bullet Tooth Tony）
- 亞當·福格提（英语：Adam Fogerty）飾演華麗喬治（Gorgeous George）
- 邁克·里德（英语：Mike Reid (actor)）飾演狗頭老大（Doug The Head）
- 班尼西歐·狄奧·托羅飾演四指老法（Franky Four-Fingers）
- 蘇查·庫薩克（英语：Sorcha Cusack）飾演歐女士（Mrs O'Neil）
- 傑森·弗萊明飾演達倫（Darren）
- 戈爾迪（英语：Goldie）飾演壞男孩林肯（Bad Boy Lincoln）
- 維利柏·托皮可（英语：Velibor Topić）飾演俄羅斯人
- 山姆·道格拉斯（英语：Sam Douglas）飾演阿羅（Rosebud）
- 艾文·布萊納飾演穆爾特（Mullet）
- 安迪·貝克威（英语：Andy Beckwith）飾演艾羅爾（Errol）
- 戴夫·雷傑諾飾演約翰（John）
- 威廉·貝克（英语：William Beck (actor)）飾演尼爾（Neil）
- 佳·烈治飾演讀報男士

## 電視劇
2016年4月20日，Crackle宣布，確定推出《偷拐搶騙》的電視劇版本。8月22日，證實由魯伯特·葛林特主演和擔任執行製片人。